# Вернидуб Петро Данилович
Петро́ Дани́лович Верниду́б (нар. 1924 — пом. 26 жовтня 1944) — радянський військовик часів Другої світової війни, командир вогневого взводу 270-го окремого винищувально-протитанкового артилерійського дивізіону 612-го стрілецького полку 144-ї стрілецької дивізії (5-а армія, 3-й Білоруський фронт), лейтенант. Герой Радянського Союзу (1945).

## Життєпис
Народився 1924 року в селі Усатове Біляївського району Одеської округи Одеської губернії (нині — Одеський район Одеської області) в селянській родині. Українець. Здобув середню освіту.
До лав РСЧА призваний Приміським РВК міста Одеси 1 липня 1941 року. Закінчив курси молодших лейтенантів і Подольське військове артилерійське училище. На фронті німецько-радянської війни з квітня 1943 року. Воював на Західному, 1-у, 2-у і 3-у Білоруських фронтах. Двічі був поранений. Член ВКП(б) з 1944 року.
Під час наступальних дій в районі сел Жуки і Перевоз (південніше Вітебська, Білорусь) з 26 лютого по 12 березня 1944 року вогневий взвод під командуванням молодшого лейтенанта П. Д. Вернидуба наніс значних втрат супротивнику, знищивши 11 вогневих точок, мінометну батарею й до двох відділень піхоти ворога. Переправивши гармати через річку Лучеса, артилерійським вогнем підтримав наступ стрілецьких підрозділів.
В боях за місто Вільнюс (Литва) з 8 по 14 липня 1944 року, перебуваючи зі своїм взводом у бойових порядках піхоти, артилерійським вогнем знищив 12 станкових і ручних кулеметів, 2 спостережних пункти, 2 самохідних гармати й до двох взводів піхоти супротивника, чим сприяв просуванню радянської піхоти вперед. Будучи оточеним супротивником, в рукопашній сутичці знищив 8 ворожих солдатів.
В боях у Східній Пруссії 26 жовтня 1944 року поблизу населеного пункту Іукнішкен в районі міста Шталлупенен (нині — місто Нестеров) ворожі автоматники проникли в тил вогневого взводу. Лейтенант П. Д. Вернидуб повів солдат у рукопашний бій, в якому загинув.
Похований у братській могилі в селищі Первомайське Нестеровського району Калінінградської області Росії.

## Нагороди
Указом Президії Верховної Ради СРСР від 24 березня 1945 року за зразкове виконання бойових завдань командування на фронті боротьби з фашистськими загарбниками та виявлені при цьому відвагу і героїзм, лейтенантові Вернидубу Петру Даниловичу присвоєне звання Героя Радянського Союзу (посмертно).
Також був нагороджений орденами Вітчизняної війни 1-го (22.07.1944) та 2-го (16.08.1944) ступенів, Червоної Зірки (16.03.1944).

## Пам'ять
- Іменем П. Д. Вернидуба названий ліцей в селі Усатове[4].
- У Музеї 16-ї Артилерійської спецшколи (школа-інтернат №2 Одеси), яку закінчив Герой, є його бюст.